# Парк Младен Стојановић
Парк Младен Стојановић је највећи градски парк у Бањој Луци, Република Српска, Босна и Херцеговина. Смјештен је у мјесној заједници Росуље, између улица Др Младена Стојановића, Олимпијских побједника и Булевара српске војске а заузима површину од 10 хектара са вегетацијом. Током читаве године парк живи „пуним плућима“. Одржавају се концерти, мјесто је окупљања како професионалних тако и спортиста рекреативаца, дјечији садржаји привлаче мноштво малишана и њихових пратилаца а познат је свакако и по тениским теренима ТК „Младост“ на којима се одржава и међународни АТП челенџер турнир „Бањалука опен“ и АТП турнир Српска опен.

## Име парка
Парк је добио име по познатом љекару и народном хероју из Другог свјетског рата др Младену Стојановићу. Родитељи су му били из православних свештеничких породица и имали су осморо дјеце. Младен је студије медицине завршио у Бечу а по повратку у Приједор 1930. сиротињу је бесплатно лијечио неријетко им дававши и паре за пут до куће. Убијен је 2. априла 1942. али је остао у народу симбол љубави и бриге за човјека.

## Историјат развоја парка
Иако носи име по Младену Стојановићу, парк датира још из времена Аустроугарске владавине с почетка 20. вијека.
Између 1974. и 1982. године изграђене су стазе за пјешаке и четири тениска терена, а до 1986. године парк је добио укупно 12 тениских терена, чиме је постао омиљено мјесто за све спортисте и рекреативце у граду, као и за оне који настоје уживати у зеленој оази надомак центра града.
У наредном периоду у парку нису вршене веће интервенције, осим изградње бетонских тениских терена, реконструкције јавне расвјете током 2014, изградње јавне чесме од стране волонтера у октобру 2016. и поновног пуштања у рад запуштене фонтане током септембра 2017. године, која није била у функцији око три деценије.
Сљедећа већа интервенција у парку била је изградња реплике чувене фонтане из парка "Петар Кочић", која је у изворном парку срушена крајем 2004. године и након тога Бањалучани су с времена на вријеме иницирали да се та фонтана поново изгради, јер је била саставни дио бањалучких разгледница и многи су се у дјетињству фотографисали и играли поред ње. Изградња реплике фонтане почела је у мају 2021. године а завршена, након пауза у радовима због легализације, 7. септембра 2022. године. Након изградње фонтане простор око ње постао је веома посјећен од стране грађана и туриста, што се дешава и данас.
Посљедња али и најзначајнија интервенција у парку била је током зиме и прољећа 2023. године, када су извршени реконструкција главне шеталишне стазе, изградња највећег дјечијег игралишта у Републици Српској, реконструкција тениских терена, уређење паркинг простора и изградња мултифункционалне дворане за потребе АТП 250 турнира Српска опен 2023, на коме је, између осталих, наступио и најбољи тенисер свијета Новак Ђоковић, чиме је овај парк ушао у историју града Бања Лука.

## Симбол младих, спорта и рекреације
У парку се налазе тенски терени Тениског клуба „Младост“, тартан стаза за трчање, терен за падел, столови за стони тенис, игралиште за кошарку и мали фудбал, зид за тенис, справе за вјежбање у природи, игралишта за дјецу, шаховска табла, фонтана а такође и угоститељски објекат у склопу централног тениског терена и управних просторија ТК „Младост“. Један од симбола парка је и атомско склониште изграђено у самом „срцу“ парка. Промоцију рекреативног спорта потпомаже и традиционална годишња манифестација „Фитнесом до здравља“ у оквиру које грађани могу бесплатно вјежбати фитнес уз професионалне тренере у термину од мјесец и по дана. Током године овдје се одржавају и концерти, школе трчање и низ других забавно — рекреативних садржаја.
Током априла 2023. године је завршен и изграђен Национални тениски центар Републике Српске за потребе одржавања професионалног АТП 250 турнира Српска опен 2023. Капацитет централног стадиона је око 6000 места, а овај модерни спортски објекат се налази у оквиру парка.

## ТК Младост
Овај тениски клуб са сједиштем у Парку „Младен Стојановић“ основан је 1984. а под данашњим именом датира од 1986. Посједује 13 тениских терена (10 шљака и 3 тврда подлога). Сви су смјештени у парку. Први у БиХ су почели са организацијом професионалног тениског турнира а били су домаћин и Дејвис куп меча (енгл. Davis Cup) 2006..
АТП челенџер је тениски турнир који се од 2002. одржава у Бањој Луци на теренима ТК „Младост“ на земљаној подлози. Игра се за наградни фонд од 75.000 долара и 100 бодова на АТП листи. Неки од побједника турнира били су: Виктор Хансеку 2012, Аљас Беден 2013. и Виктор Троицки 2014..

## Идејни пројекат
Архитектонско-грађевински факултет Универзитета у Бањој Луци је урадио 2008. идејни пројекат према којем парк остаје и даље оаза зеленила, уз замјену дотрајалих стабала и са новим бициклистичким стазама. У средини парка предвиђено је велика водена површина(комбинација базена и фонтане). Предвиђена је и алеја дуга 320 м те торањ „видиковац“ као и постављање камене плоче са основним подацима о парку и још доста савремених и функционалних садржаја.

## Галерија
- Главна шеталишна стаза у парку
- Поглед према дворани турнира "Српска опен 2023"
- Фонтана у парку, реплика чувене фонтане из парка Петар Кочић
- Некадашње атомско склониште и плато са јавном чесмом
- Детаљ мобилијара главне стазе парка
- Фонтана у парку ноћу
- Љуљашка као photopoint код фонтане
- Трим стаза у парку
- Стаза поплочана каменом